# Ctenocolletes albomarginatus
Ctenocolletes albomarginatus är en biart som beskrevs av Michener 1965. Ctenocolletes albomarginatus ingår i släktet Ctenocolletes och familjen Stenotritidae. Inga underarter finns listade i Catalogue of Life.

## Bildgalleri

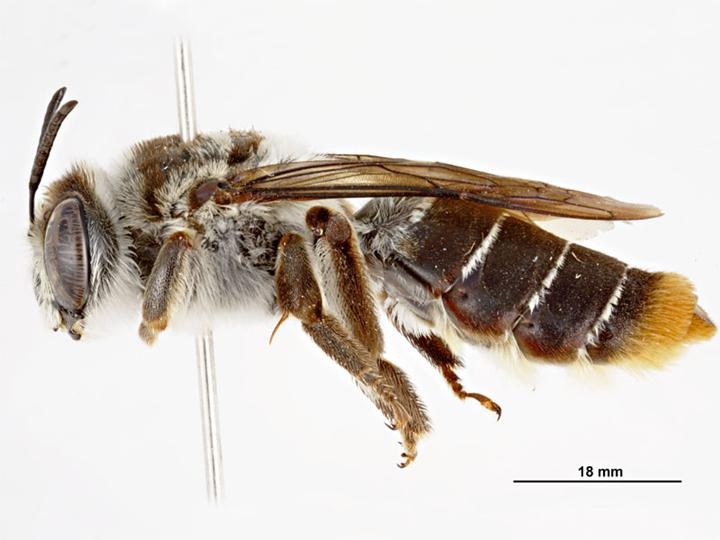